# Phacelia marcescens
Phacelia marcescens är en strävbladig växtart som beskrevs av Eastwood och Macbride. Phacelia marcescens ingår i Faceliasläktet som ingår i familjen strävbladiga växter. Inga underarter finns listade i Catalogue of Life.